# Ferrari 360
Ferrari 360 är en sportbil utvecklad av Ferrari. Den tillverkades från 1999 till 2004 då den i slutet av året ersattes av F430.

## Motor
Motorn var en V8 på 3,6 liter med maxeffekt på 400 hk (298 kW), försedd med variabel ventilstyrning. Kylarna flyttades åter till fronten.
| Modell             | Motor              | Cylindervolym | Effekt | Bränsle            |
| ------------------ | ------------------ | ------------- | ------ | ------------------ |
| 360                | 8-cyl V-motor DOHC | 3586 cm³      | 400 hk | Bränsleinsprutning |
| Challenge Stradale | 8-cyl V-motor DOHC | 3586 cm³      | 425 hk | Bränsleinsprutning |

## 360 Modena/Spyder
Bilen tillverkades både som 2-dörrars coupé (Modena) och cabriolet (Spyder). Spydern var andra Ferrarin försedd med eldriven sufflett.

## 360 Challenge Stradale
2003 tillkom Challenge Stradale, baserad på Challenge-versionen som Ferrari tävlade med i FIA:s GT-klass. Bilen hade lägre vikt, fastare fjädring och högre motoreffekt.

## Galleri

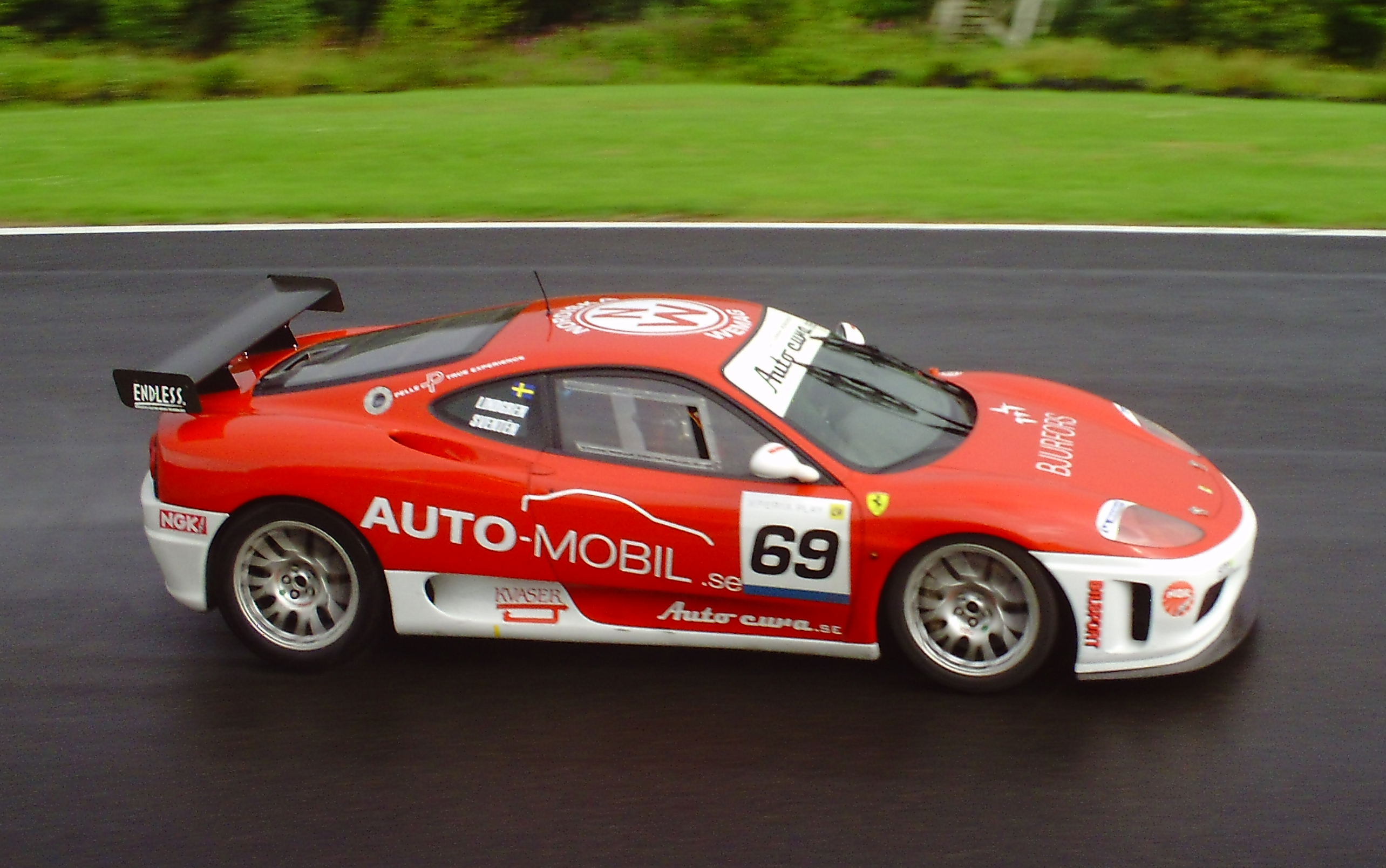
Ferrari 360 GT.
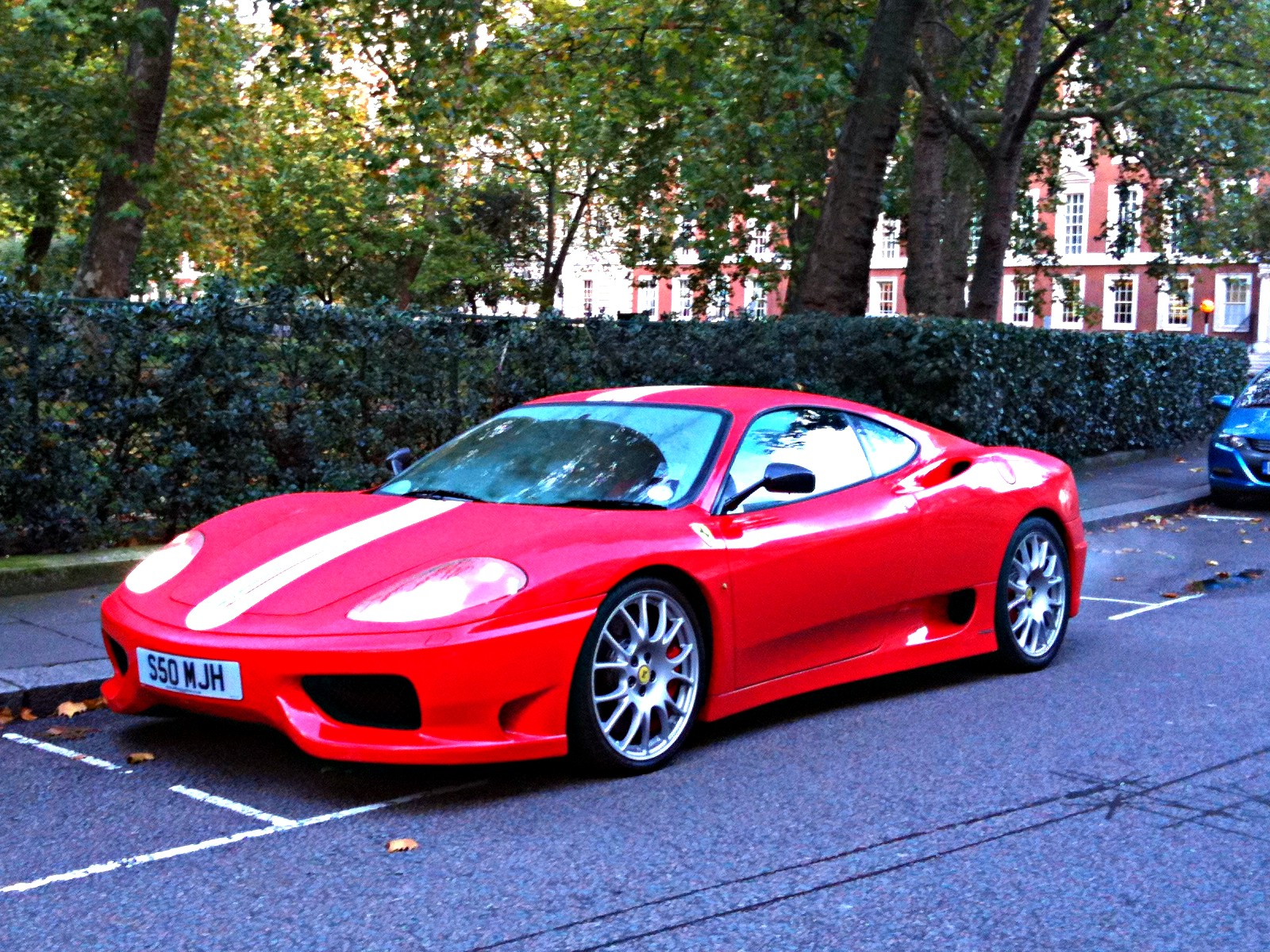
Ferrari 360 Challenge Stradale.
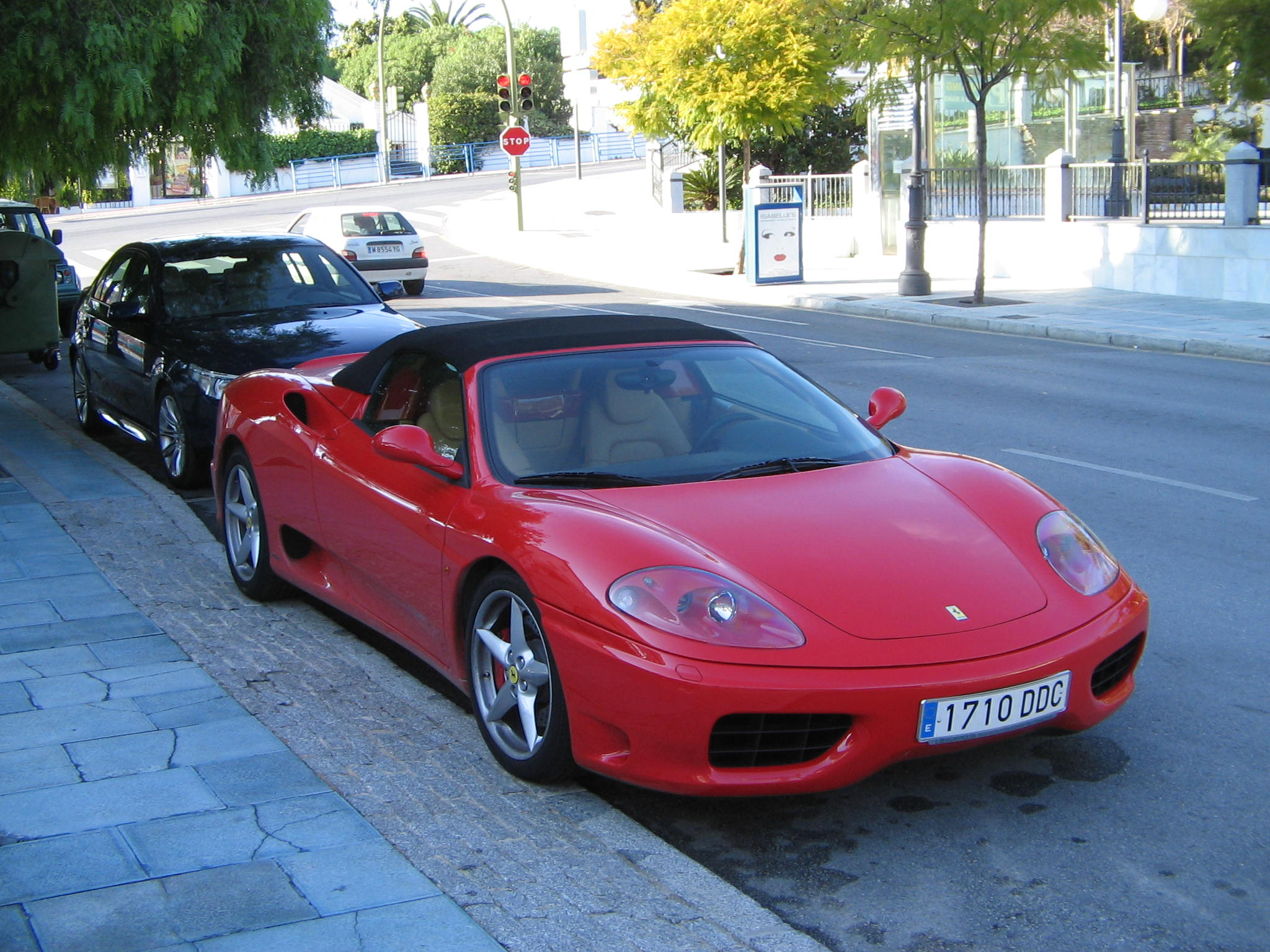
Ferrari 360 Spider.